# 伊尾木洋斗
伊尾木 洋斗（いおき ようと、1992年12月20日 - ）は、日本の元ラグビー選手。

## プロフィール
- 京都府出身[1]。
- 現役時代のポジションはプロップ(PR)。
- 身長 181cm、体重 125kg

## 略歴
ラグビーを始めたきっかけは友人に誘われたことから。
2011年、洛北高校卒業後、大阪体育大学に入る。
2015年、大阪体育大学卒業後、トヨタ自動車ヴェルブリッツ(現・トヨタヴェルブリッツ)に加入。同年11月14日に行われたジャパンラグビートップリーグ第1節のヤマハ発動機ジュビロ戦に途中出場で公式戦初出場を果たす。
2023年、現役を引退した。